# Ixodes tertiarius
Ixodes tertiarius är en fästingart som beskrevs av Samuel Hubbard Scudder 1885. Ixodes tertiarius ingår i släktet Ixodes och familjen hårda fästingar. Inga underarter finns listade i Catalogue of Life.